# برنارد أوستين
برنارد أوستين (بالإنجليزية: Bernard Austin)‏ هو سياسي أمريكي، ولد في 1896، وتوفي في 6 يناير 1959. حزبياً، نشط في الحزب الديمقراطي. وقد انتخب عضو جمعية ولاية نيويورك.